# Julius von Blaas

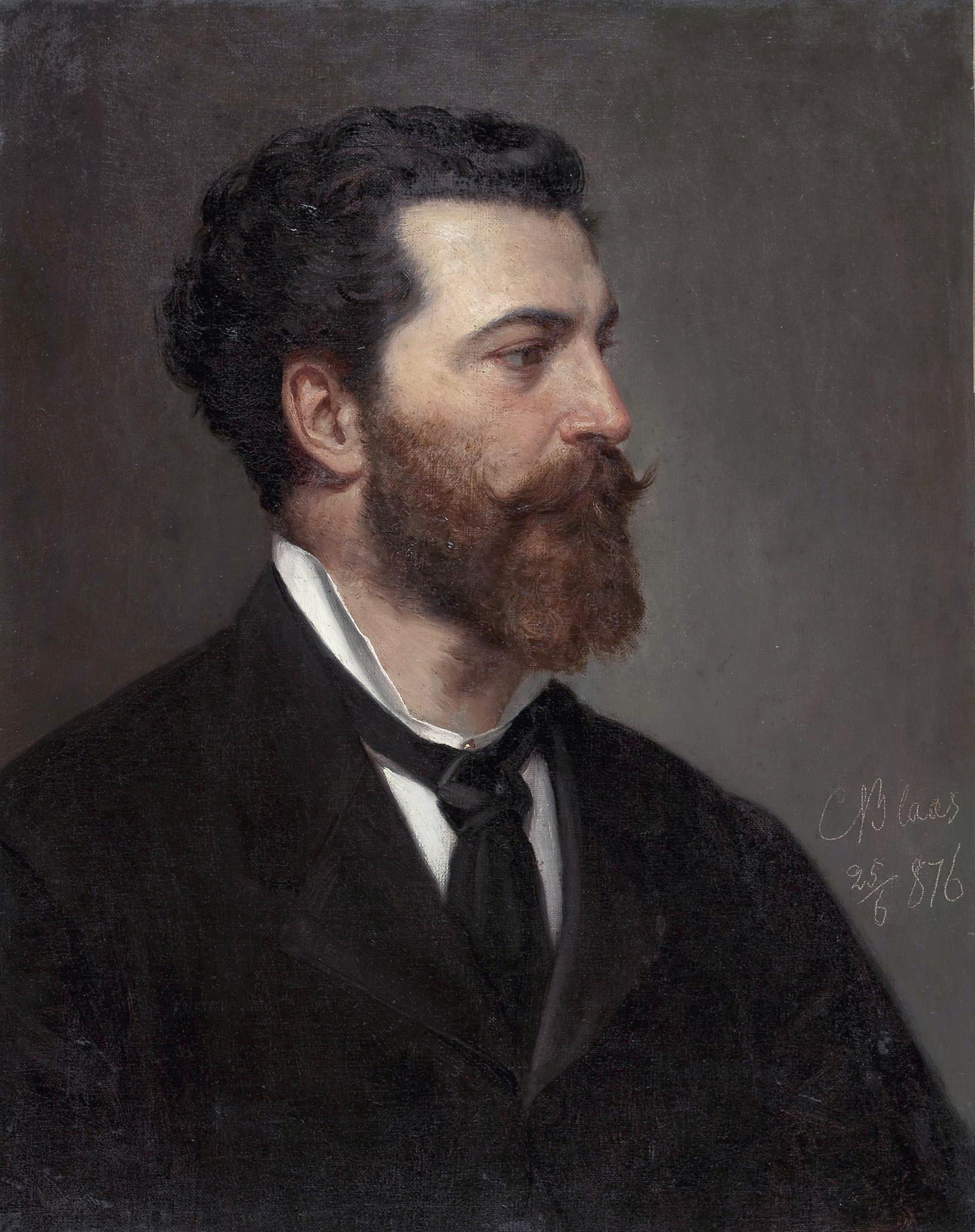
Julius von Blaas, porträtiert von seinem Vater Karl von Blaas, 1876

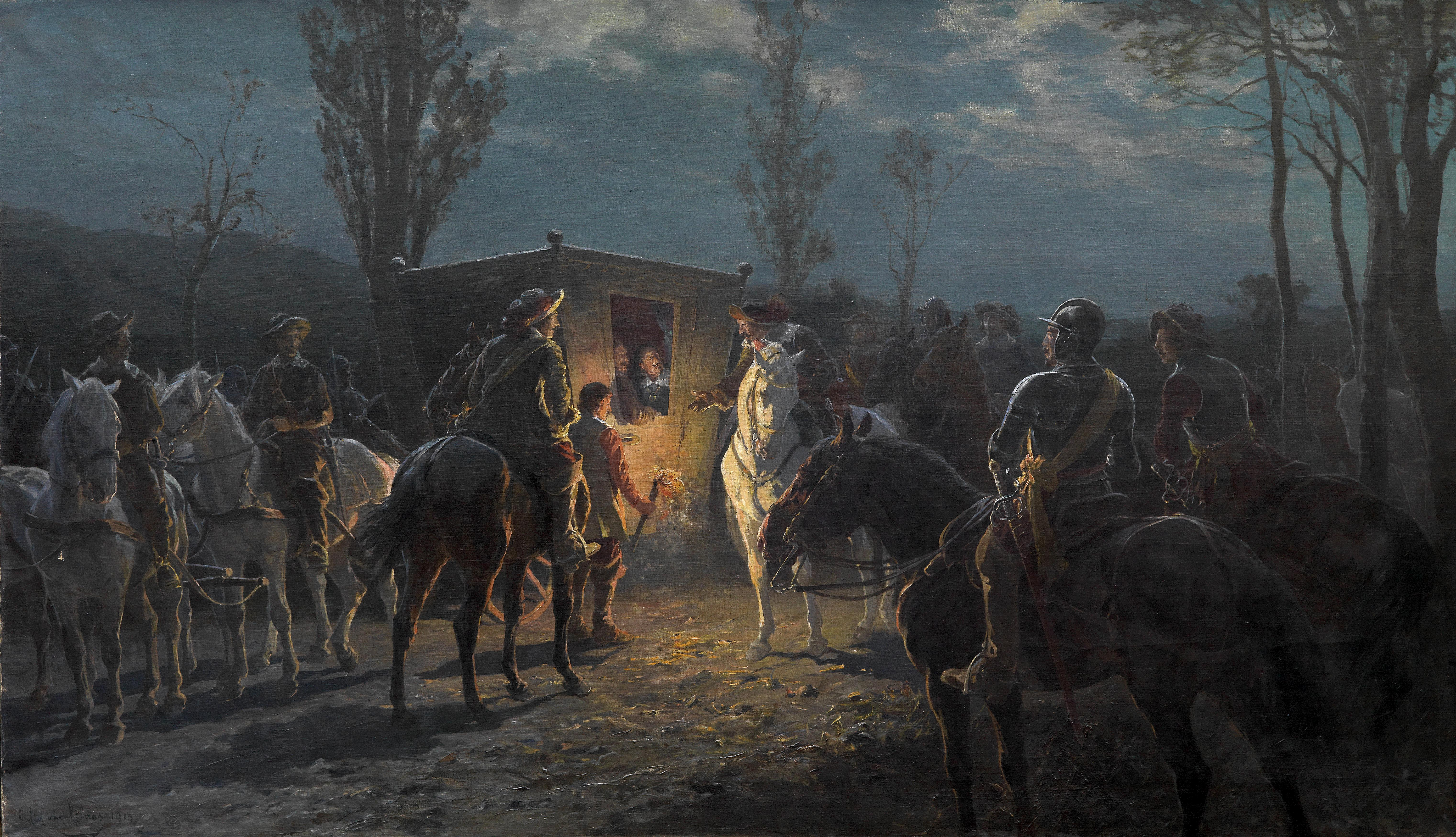
Nachtszene, 1913

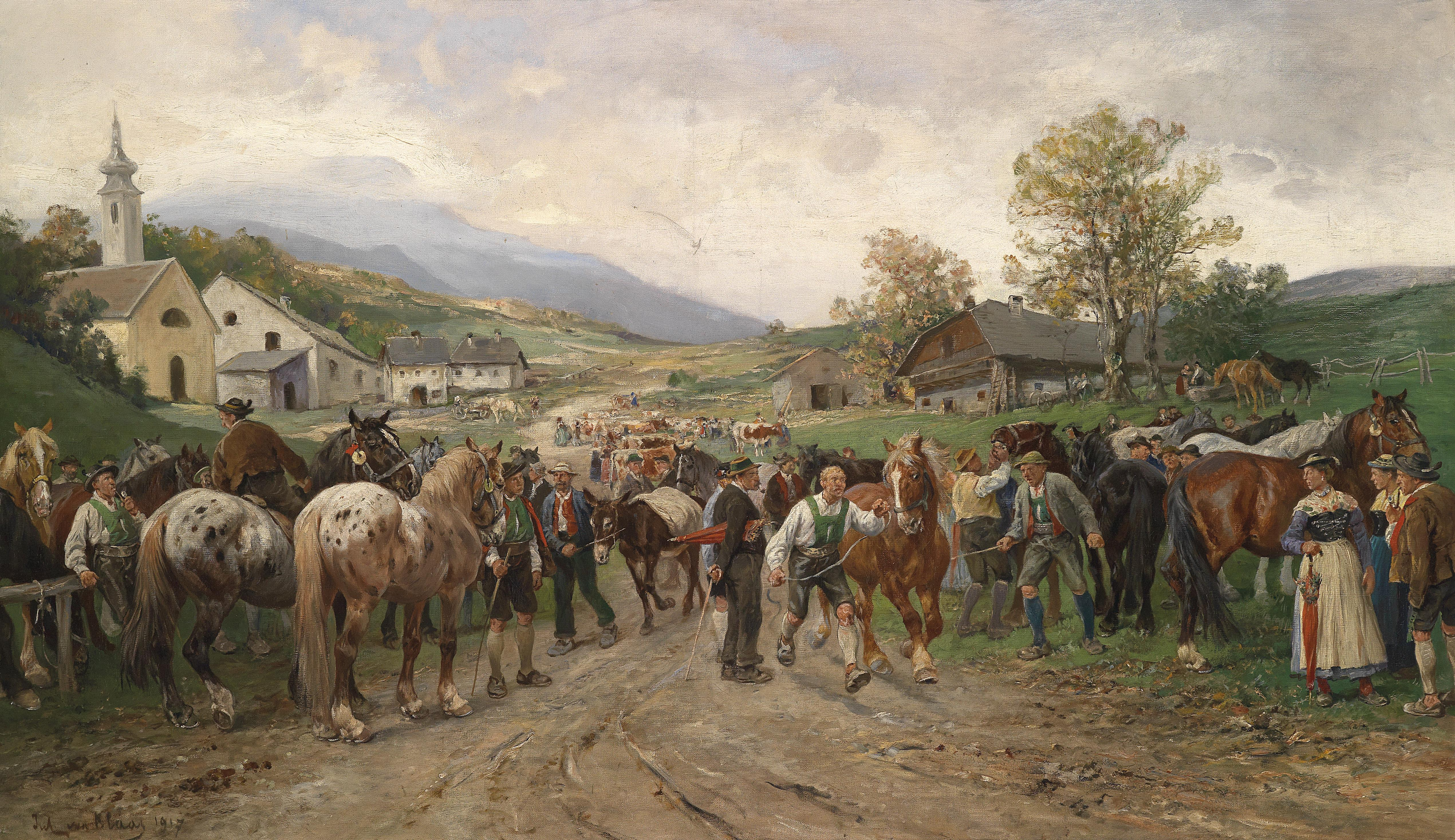
Pferdemarkt, 1917

Julius von Blaas (* 22. August 1845 in Albano Laziale bei Rom; † 1. August 1922 in Bad Hall) war ein italienisch-österreichischer Historien-, Tier-, Genre- und Schlachtenmaler.

## Leben
Julius begann seine künstlerische Ausbildung unter seinem Vater, dem Historienmaler Karl von Blaas, unternahm Studienreisen nach Florenz und Rom und studierte an der Akademie der bildenden Künste in Wien, wo er später als Professor selbst unterrichtete. Er erhielt zahlreiche offizielle Aufträge des Wiener Hofes. So malte er einige Reiterporträts Kaiser Franz Josephs I. und Kaiserin Elisabeths sowie weiteren Mitgliedern des Hochadels. 1888 wurde er mit der Erzherzog-Carl-Ludwig-Medaille ausgezeichnet, ab 1869 war er Mitglied des Wiener Künstlerhauses.

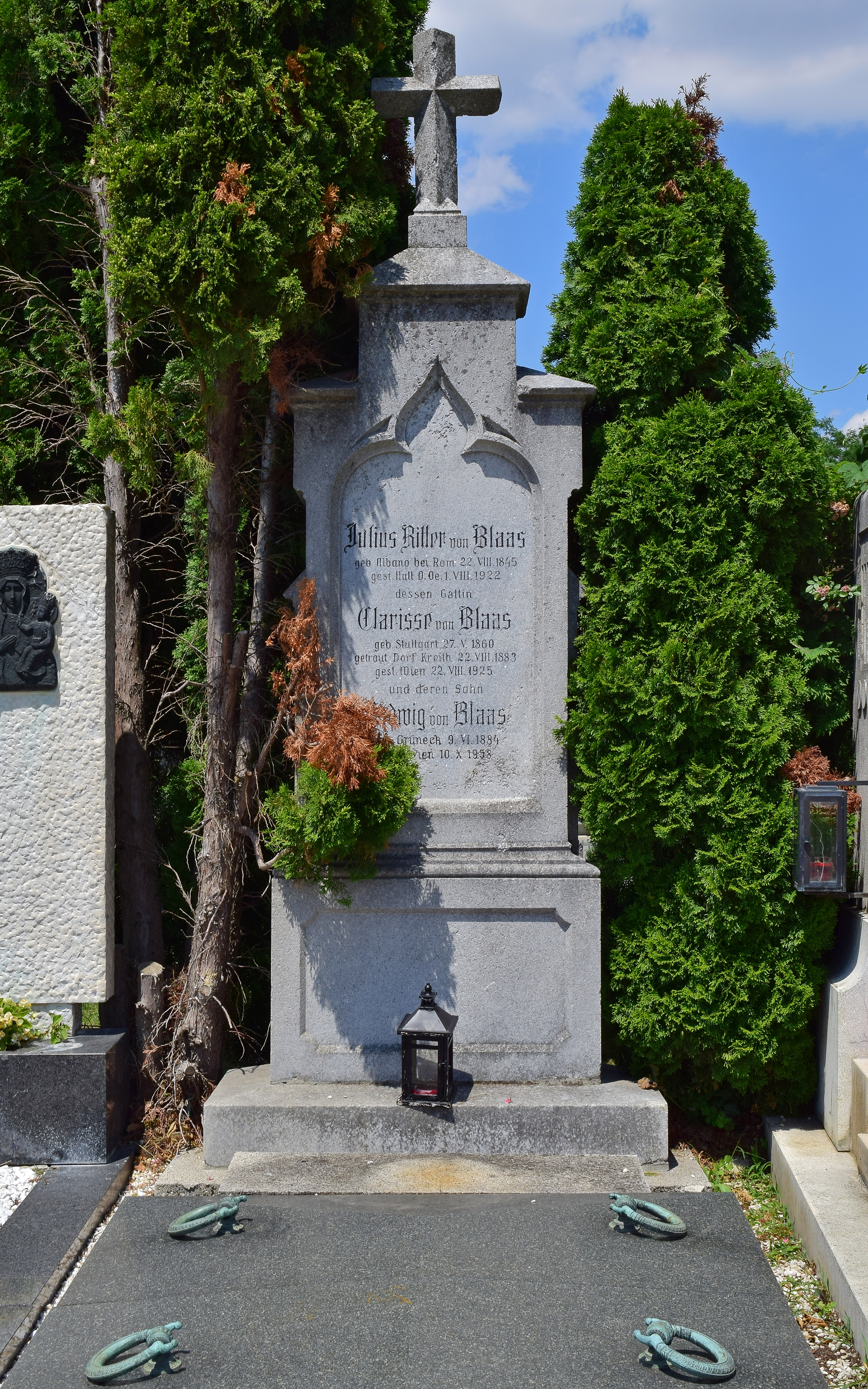
Ehrenhalber gewidmetes Grab auf dem Wiener Zentralfriedhof

Julius von Blaas war Naturalist und malte neben Porträts auch Genreszenen aus dem Volksleben. Seine Historienbilder und Porträts sind auch historische Dokumente des kaiserlichen Österreich jener Zeit. Ein Jahr nach seinem Tod widmete ihm das Wiener Künstlerhaus eine Gedächtnisausstellung. Viele seiner Werke befinden sich heute in Privatbesitz und werden auch immer wieder auf Auktionen angeboten. Weitere Werke befinden sich in staatlichen Sammlungen, wie etwa der Österreichischen Galerie Belvedere und dem Heeresgeschichtlichen Museum.
Julius von Blaas wurde in einem ehrenhalber gewidmeten Grab auf dem Wiener Zentralfriedhof (Gruppe 15 H, Reihe 1, Nr. 12) bestattet.
Sein Sohn Karl Theodor von Blaas widmete sich ebenfalls der Porträtmalerei.

## Werke (Auszug)
- Morgendliche Reitübung der Lipizzaner in der Winterreitschule, um 1890, Spanische Hofreitschule, Wien
- Gefecht dalmatischer Landesschützen bei Livno am 15. August 1878, 1907, Heeresgeschichtliches Museum, Wien